# Alanga, Aland
Alanga là một làng thuộc tehsil Aland, huyện Gulbarga, bang Karnataka, Ấn Độ.